# Marcinki
Marcinki (deutsch Märzdorf) ist ein Ort in der Landgemeinde Kobyla Góra im Powiat Ostrzeszowski der Woiwodschaft Großpolen in Polen.

## Geschichte

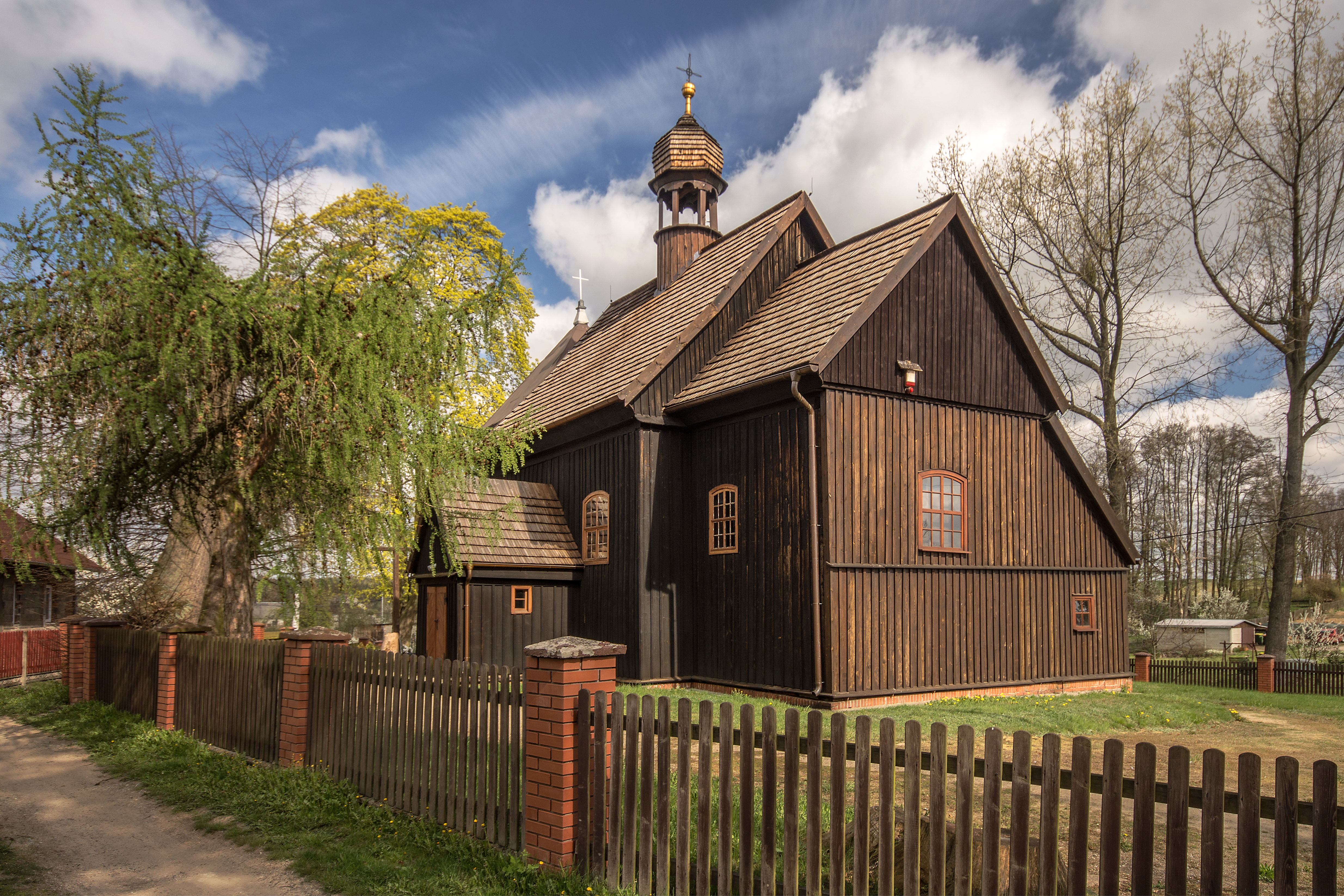
Holzkirche

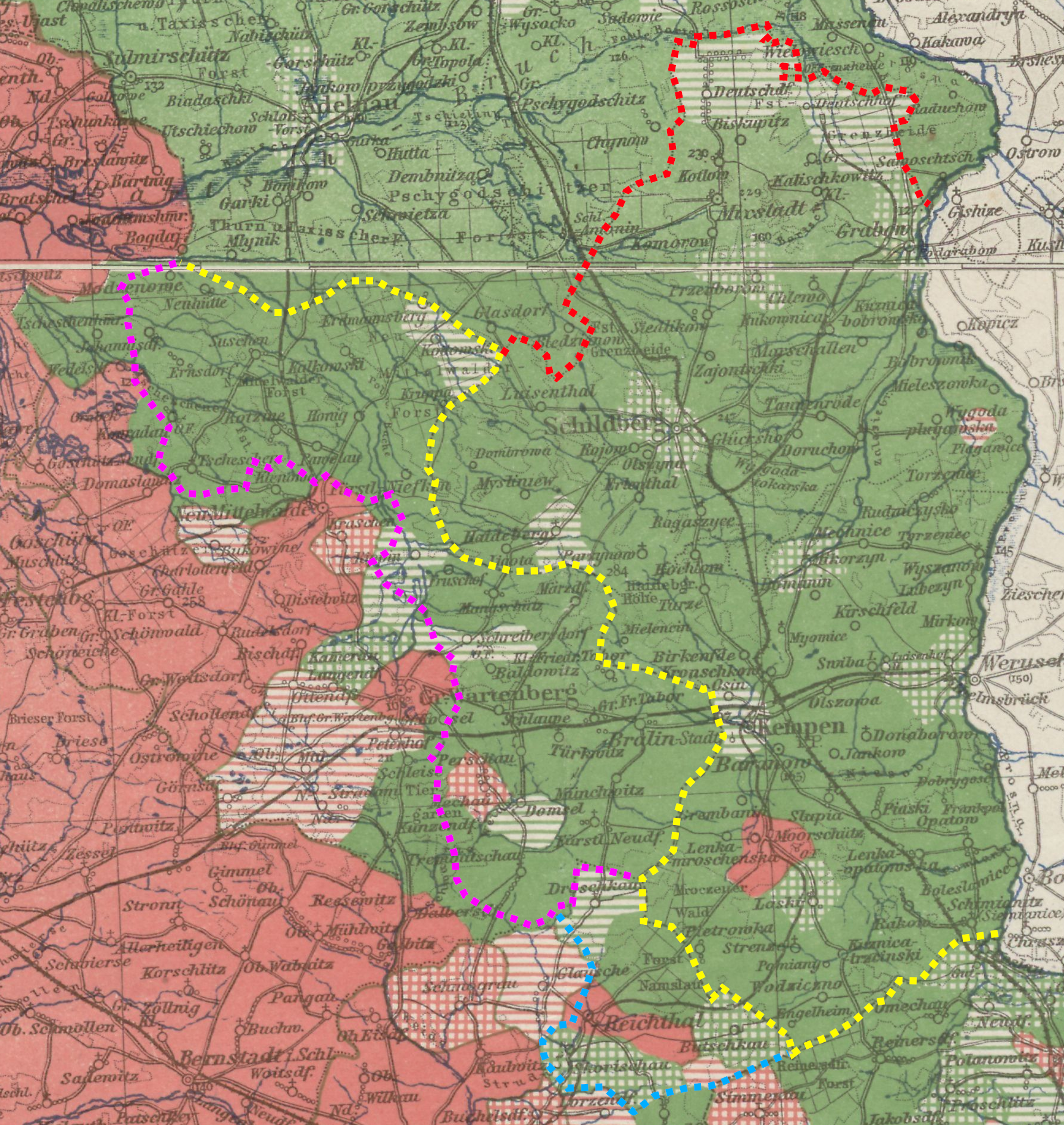
Sprachkarte aus dem Jahr 1910: Gelbe gestrichelte Linie: schlesisch-großpolnische Grenze, rosarote gestrichelte Linie: neue Grenze aus dem Jahr 1920

Die örtliche Kirche wurde 1535 erstmals urkundlich erwähnt, die kurz danach evangelisch wurde. Die neue römisch-katholische Holzkirche für die Pfarrei Mąkoszyce-Marcinki (Mangschütz-Märzdorf) wurde 1801 bis 1803 errichtet.
Der Doppelname Märzdorf/Marcinki (1845) bzw. Marcinki/Maersdorf (1885) ist vom Personennamen Mar(k) (vergleiche aber auch März) bzw. polnischen diminutiven Form Marcinek (plural Marcinki) abgeleitet.
Ab 1915 war der Priester in Marcinki Wincenty Ruda, der für den polnischen Obersten Volksrat antrat, und am 15. Januar 1919 vom deutschen Grenzschutz Ost getötet war.
Märzdorf gehörte von 1818 bis 1920 zum Landkreis Groß Wartenberg in der Provinz Schlesien. Mit dem überwiegend polnischsprachigen Ostteil des Landkreises wurde Marcinki zum 10. Januar 1920 infolge des Versailler Vertrags vom Deutschen Reich an das wiedergegründete Polen abgetreten. Seitdem ist Marcinki mit der Woiwodschaft Posen bzw. Großpolen verbunden, zunächst im Powiat Kępiński.
Im Jahr 1921 gab es in der Gemeinde Marcinki im Powiat Kępno 84 Häuser mit 464 Einwohnern, 309 hielten sich für polnischer und 155 für deutscher Nationalität, 278 waren römisch-katholisch, 186 evangelisch.
Beim Überfall auf Polen 1939 wurde das Gebiet von den Deutschen besetzt und dem Landkreis Kempen im Reichsgau Wartheland zugeordnet.
Von 1975 bis 1998 gehörte Marcinki zur Woiwodschaft Kalisz.